# Dysschema rorata
Dysschema rorata är en fjärilsart som beskrevs av Walker 1865. Dysschema rorata ingår i släktet Dysschema och familjen björnspinnare. Inga underarter finns listade i Catalogue of Life.